# Grabovo, Beočin
Grabovo (izvirno srbsko Грабово) je naselje v Srbiji, ki upravno spada pod Občino Beočin; slednja pa je del Južnobačkega upravnega okraja.

## Demografija
V naselju živi 104 polnoletnih prebivalcev, pri čemer je njihova povprečna starost 39,8 let (36,9 pri moških in 42,7 pri ženskah). Naselje ima 54 gospodinjstev, pri čemer je povprečno število članov na gospodinjstvo 2,56.
To naselje je, glede na rezultate popisa iz leta 2002, večinoma srbsko, a v času zadnjih treh popisov je opazno zmanjšanje števila prebivalcev.
|  |

| Demografija | Demografija     | Demografija     |
| Leto        | Št. prebivalcev | Št. prebivalcev |
| ----------- | --------------- | --------------- |
|             |                 |                 |
|             |                 |                 |
|             |                 |                 |
|             |                 |                 |
| 1948        | 133             |                 |
| 1953        | 212             |                 |
| 1961        | 219             |                 |
| 1971        | 174             |                 |
| 1981        | 162             |                 |
| 1991        | 142             | 140             |
| 2002        | 138             | 138             |
|             |                 |                 |

| Etnična sestava po popisu iz leta 2002 | Etnična sestava po popisu iz leta 2002 | Etnična sestava po popisu iz leta 2002 | Etnična sestava po popisu iz leta 2002 | Etnična sestava po popisu iz leta 2002 |
| -------------------------------------- | -------------------------------------- | -------------------------------------- | -------------------------------------- | -------------------------------------- |
| Srbi                                   | Srbi                                   |                                        | 135                                    | 97,82%                                 |
| Hrvati                                 | Hrvati                                 |                                        | 1                                      | 0,72%                                  |
| Slovaki                                | Slovaki                                |                                        | 1                                      | 0,72%                                  |
| Muslimani                              | Muslimani                              |                                        | 1                                      | 0,72%                                  |
| Neznano                                | Neznano                                |                                        | 0                                      | 0,0%                                   |